# Cédric Soulette
Cédric Soulette (Béziers, 30 maggio 1972) è un ex rugbista a 15 e imprenditore francese.

## Biografia
Nato a Béziers e cresciuto nel locale club, in cui esordì in campionato a inizio anni novanta e con il quale divenne professionista, debuttò in Nazionale nel 1997 in occasione di un test match contro la Romania.
Prese poi parte al Cinque Nazioni 1998 che la Francia vinse con il Grande Slam e l'anno successivo disputò la Coppa del Mondo di rugby 1999 in Galles, giocandovi 5 incontri compresa la finale, persa contro l'Australia (il suo ultimo incontro internazionale).
Dal 1999 al 2003 al Tolosa, vinse con tale club un campionato francese e una Heineken Cup; la parte finale della sua carriera fu segnata da un incidente stradale occorsogli dopo la finale di campionato 2000-01; a causa delle conseguenze di tale sinistro (frattura dell'astragalo, complicazioni al ginocchio), Soulette non riuscì se non sporadicamente a garantire il rendimento che era abituato a fornire in precedenza; al Montferrand dal 2003 al 2005, con tale squadra giunse fino alla finale di European Challenge Cup nel 2004.
Il 30 giugno 2005 pose fine alla sua carriera agonistica e si impegnò nello sviluppo di alcuni marchi da lui ideati, la società di diffusione artistica e organizzazione eventi Stan'Art e la promozione del marchio di design Cocoritocopyright, che ebbe modo di farsi conoscere per le sue opere presentate in occasione della Coppa del Mondo di rugby 2007 in Francia.

## Palmarès
- Campionati francesi: 1
Tolosa: 2000-01
- Heineken Cup: 2
Tolosa: 2002-03